# 두껍아 두껍아
〈두껍아 두껍아〉는 한국의 전래 동요로, 기원을 알 수 없이 예로부터 전해오던 노래이다. "두껍아 두껍아 헌집줄게 새집 다오"로 시작되는 가사는 어린이가 모래로 모래집을 지으면서 일어남직한 내용을 형상화하고 있다.

## 역사
기록상으로는 처음 1935년 심훈이 발표한 소설 《상록수》에서 등장한다. 작중 영신이 어린시절을 떠올리며 모래로 성을 쌓으며 "두껍아 두껍아 헌집 주께 새집 다구"라는 노래를 부른다는 장면이다.
2018년 동계 올림픽 개막식에서 '미래의 문' (4차 산업혁명)을 통해 아이들이 꿈꾸는 세상을 표현하는 과정에서 배경음악으로 흘러나왔다.

## 가사
두껍아 두껍아 헌 집 줄게 새 집 다오
두껍아 두껍아 물 길어 오너라 너희 집 지어 줄께
두껍아 두껍아 너희 집에 불났다
쇠고랑 가지고 뚤레뚤레 오너라